# Như Quỳnh
Lê Quynh Nhu Lâm, conocida como Nhu Quynh (Đông Hà, 9 de septiembre de 1970), es una cantante de folk contemporáneo vietnamita. Es conocida en todo el mundo y sigue siendo una de las cantantes más populares de la industria de la música vietnamita actualmente. Muchas de sus canciones notables incluyen "Chuyen Hoa Sim", que fue la canción que la hizo famosa, "Chuyen Tinh Hoa Trang", "Nhu IVA Nang", "Mua Buon", "Vang Trang Khoc", y "Nguoi Tinh Mua Don ". También es conocida por cantar la música de Anh Bang, quien escribió muchas canciones especialmente para ella, como "Chuyen Hoa Sim", "Chuyen Tinh Hoa Trang", y "Buon Mua". Actualmente, sigue trabajando con la compañía de música llamada Thuy Nga, quien produce la mayoría de sus videos. Hace tiempo que tenía su propia empresa, pero a causa de problemas económicos se ha dejado este negocio.  

## Discografía

### Álbumes de Thuy Nga
- The Best Of Như Quỳnh 2 - Áo Hoa
- The Best Of Như Quỳnh
- Khúc Ca Ðồng Tháp
- Tơ Tằm
- Tình Ơi...Có Hay!
- Người Thương Kẻ Nhớ
- Nhớ Em Lý Bông Mai
- Yêu Tiếng Hát Ngày Xưa
- Tình Yêu Vỗ Cánh

### Álbumes de Asia Entertainment
- Chuyện Hoa Sim
- Rừng Lá Thay Chưa
- Chuyện Tình Hoa Trắng
- Mưa Buồn

### Álbumes de NQ Records
- Một Ðời Tìm Nhau
- Em Vẫn Hoài Yêu Anh
- Vòng Tay Giữ Trọn Ân Tình

The Best of Nhu Quynh 1 & 2

### Otros
- Stilling Time - Traditional Musics of Vietnam (with other artists)[1]
- Noi Voi Nguoi Tinh

## Nuevos lanzamientos
El cuarto álbum de Nhu Quynh fue lanzado el 17 de abril de 2009 e incluye las canciones: "Mua Buon," (from Asia 56) "Khoc Me Dan Oan," (from Asia 57) "Tham Mo Me," (from Asia 59) "Nhung Kiep Hoa Xuan," (from Asia 60) and "Tren Dinh Mua Dong," (from Asia 61).